# تراست و تراست

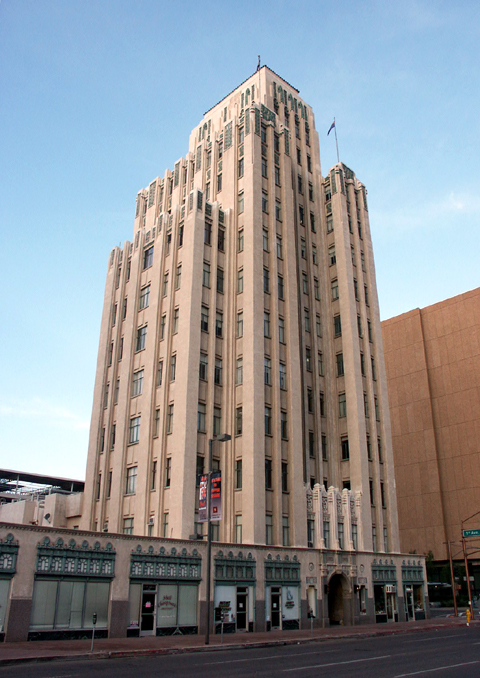
برج لوهر در فینیکس (ساخت ۱۹۲۹)

تراست و تراست که اغلب با نام Trost & Trost شناخته می شود، یک شرکت معماری مستقر در ال پاسو، تگزاس بود. طراح اصلی شرکت هنری چارلز تراست بود که در تولدو، اوهایو ، در سال ۱۸۶۰ به دنیا آمد. تراست در سال ۱۸۹۹ از شیکاگو به توسان، آریزونا و در سال ۱۹۰۳ به ال پاسو نقل مکان کرد. او با رابرت رست برای تشکیل تراست اند روست شریک شد. Rust در سال ۱۹۰۵ درگذشت و بعداً در همان سال تروست شرکت Trost & Trost را به همراه برادر دوقلوی خود گوستاووس آدولفوس تروست که همچنین یک معمار بود و به عنوان مهندس سازه به این شرکت پیوسته بود، تشکیل داد. بین سال ۱۹۰۳ و مرگ هنری تروست در ۱۹ سپتامبر ۱۹۳۳، این شرکت صدها ساختمان را در منطقه ال پاسو و سایر شهرهای جنوب غربی، از جمله آلبوکرک ، فینیکس ، توسان و سن آنجلو طراحی کرد.

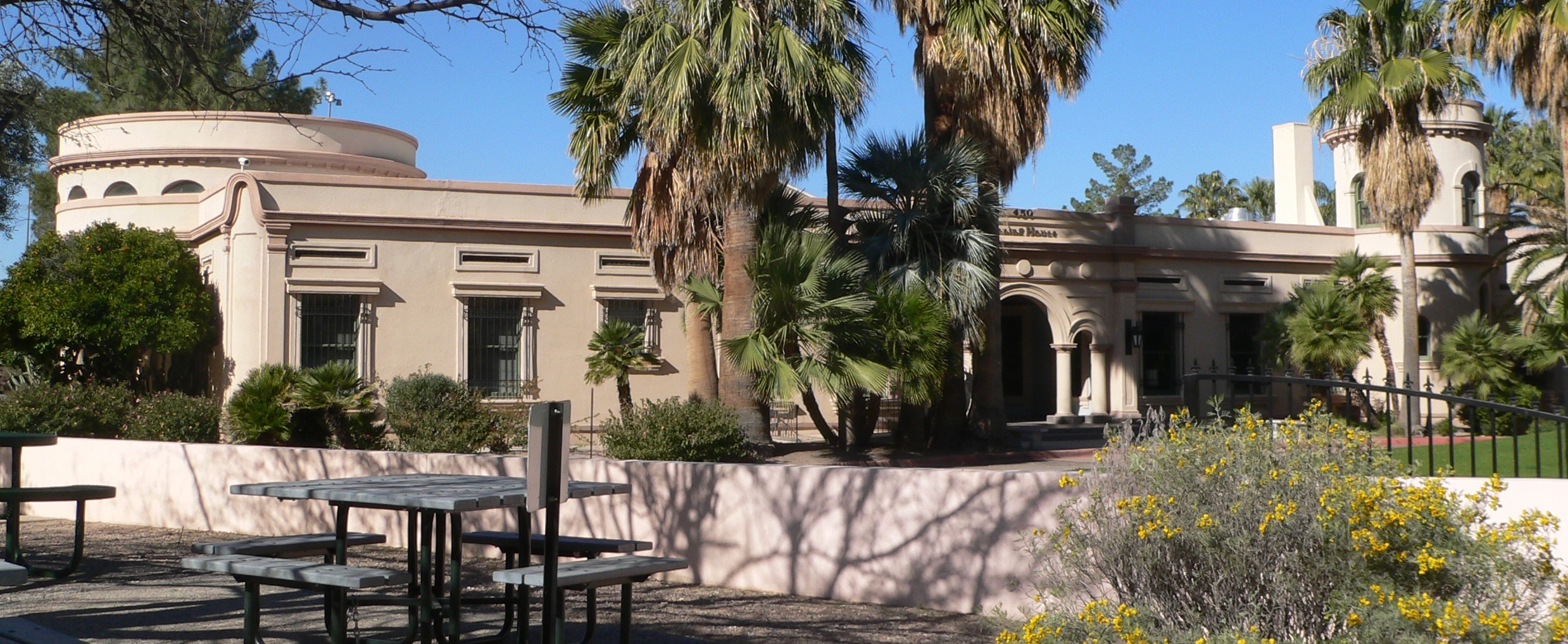
خانه منینگ در توسان توسط هنری تروست طراحی شده است

هنری تروست در طول زندگی حرفه ای خود توانایی خود را در کار در سبک های مختلف از جمله آرت دکو ، احیای ماموریت ، دشت ، پوئبلو احیا و معماری بوتانی دزونگ در دانشگاه تگزاس در ال پاسو نشان داد. بسیاری از ساختمان های طراحی شده توسط تراست و تروست تأثیری از مدرسه معماری شیکاگو دارند. هنری تراست بین سال های ۱۸۸۸ و ۱۸۹۶ در شیکاگو زندگی می کرد. در سال ۱۸۸۹، هنری شرکت آمریکایی آرت متال کار را با امیل هنری سیمن راه اندازی کرد که حدود یک سال به طول انجامید.

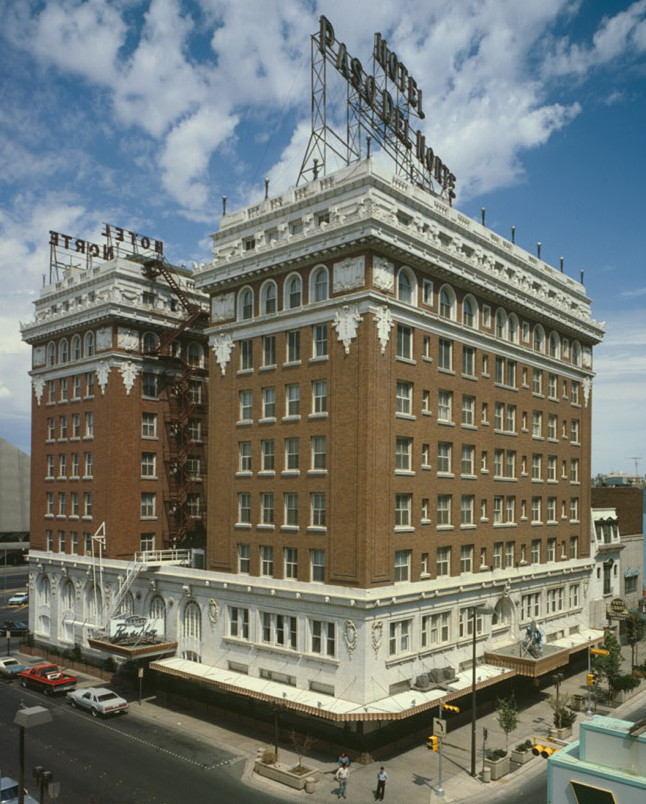
هتل پاسو دل نورته در ال پاسو

از سال ۱۸۹۲ تا ۱۸۹۶، تروست به عنوان معاون رئیس شرکت آهن تزئینی شیکاگو خدمت کرد. این شرکت با زیور آلات فلزی مرتبط است که نرده های جلوی جعبه ها و بالکن ها را در خانه اپرای میدان لافایت در واشنگتن دی سی تشکیل می دهد.

## ساختمان های منتخب
- عمارت استاینفلد (اولین باشگاه جغدهای توسان)، ۱۸۹۸ توسان، آریزونا؛ هنری سی تراست
- سالن جنوبی، ۱۸۹۸، دانشگاه آریزونا، توسان، آریزونا. هنری سی تروست (تخریب شده ۱۹۵۸)
- خانه اشنایدر-هیلی، ۱۹۰۰-۱۹۰۲، توسان، آریزونا. هنری تراست
- Gardiner / Ramsey House 1900–1901, 144 E. University Blvd. توسان، آریزونا تراست و تراست
- باشگاه جغدهای دوم توسان، ۱۹۰۲-۱۹۰۳ توسان، آریزونا. تراست و زنگ
- کتابخانه رایگان کارنگی در توسان ، ۱۹۰۰-۱۹۰۱ آریزونا. تراست و تراست
- هتل ویلارد (هتل و آپارتمان پوبلو)، ۱۹۰۲–۱۹۰۴، خیابان 145 S.۶. توسان، آریزونا؛ هنری سی تراست
- هتل سانتا ریتا ، ۱۹۰۴، توسان، آریزونا تراست و رست (تخریب شده در سال ۱۹۷۲)
- Ronstadt House ، ۱۹۰۴، ۶۰۷ خیابان ششم شمالی در توسان، آریزونا. تراست و زنگ
- خانه بیلس ، ۱۹۰۵، بلوار دانشگاه شرقی ۱۴۵ توسان، آریزونا؛ تراست و زنگ
- توسان رزیدنس (721 E. University Blvd.)، ۱۹۰۵، توسان، آریزونا. هنری سی تراست
- اقامتگاه ویلیام وارد تورنی ( موزه بین المللی هنر کنونی )، ۱۹۰۸، ال پاسو، تگزاس
- انجمن مسیحی مردان جوان، ۱۹۰۶–۱۹۰۸; ال پاسو، تگزاس، هنری سی تراست (تخریب شده در سال ۱۹۶۱)
- خانه منینگ ۱۹۰۷ برای لوی منینگ در 450 W. Paseo Redondo در توسان طراحی شده توسط هنری تروست [۱]

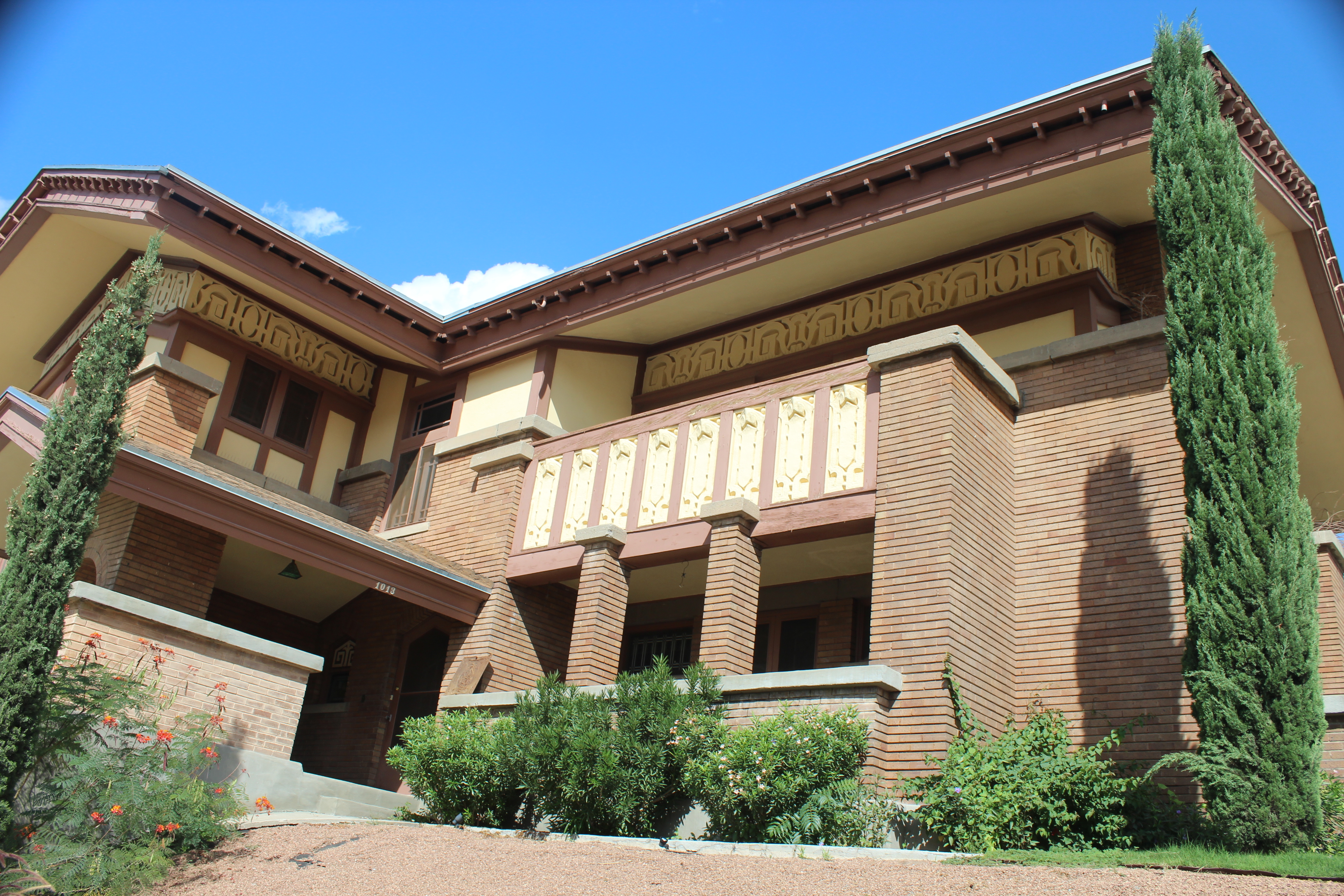
اقامتگاه هنری سی تروست در ال پاسو

- Henry C. Trost Residence, 1908, 1013 W. Yandell Dr. El Paso, Texas ; هنری سی تراست

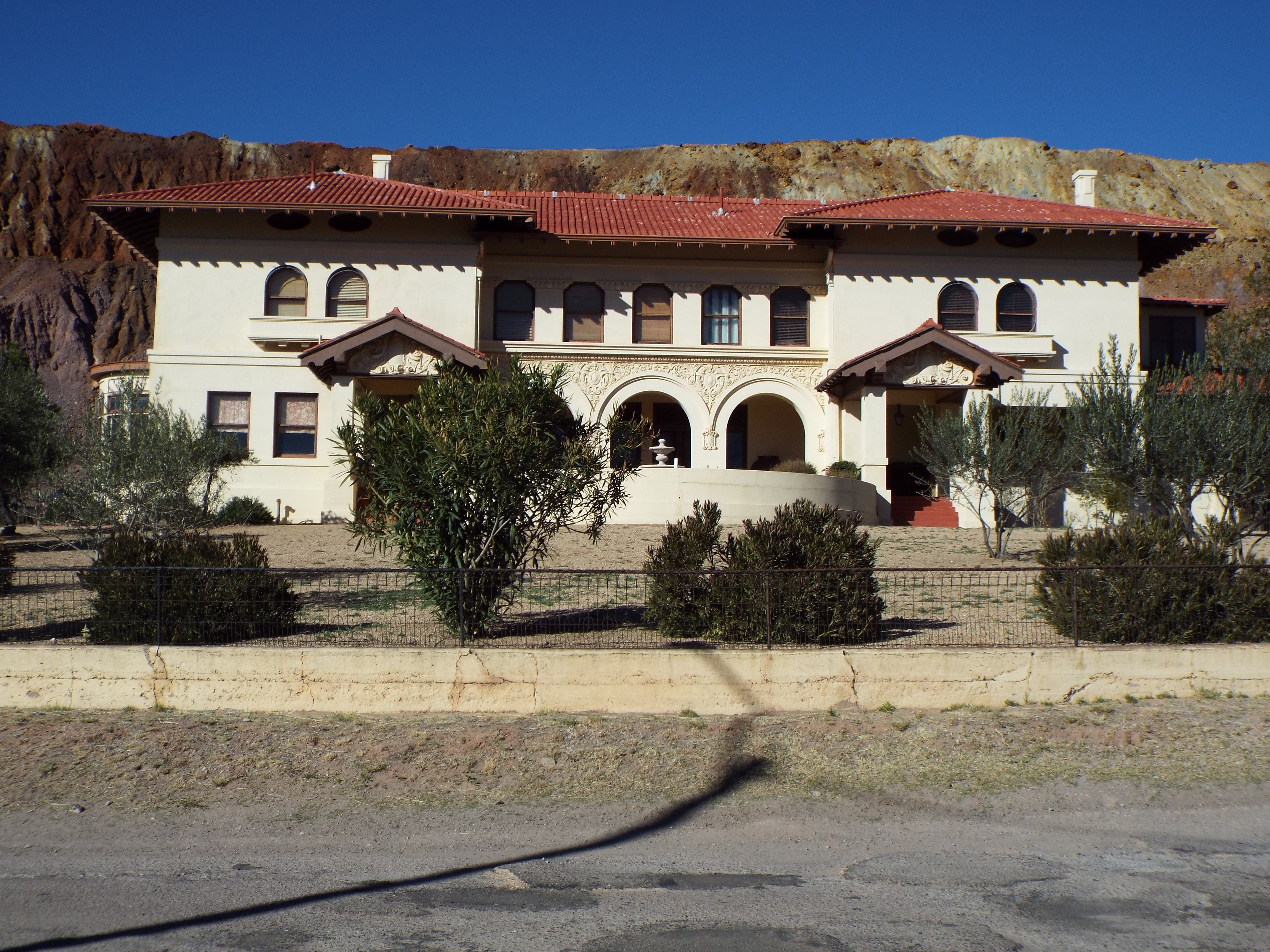
خانه والتر داگلاس

- خانه والتر داگلاس ، ۱۹۰۸، بیسبی، آریزونا ؛ تراست و تراست
- Goodrich House، ۱۹۰۸، توسان، آریزونا. هنری سی تراست
- باشگاه کانتری ال پاسو ، ۱۹۰۸-۱۹۰۹، ال پاسو، تگزاس، هنری سی تراست (در آتش سوزی در سال ۱۹۱۶ ویران شد)
- ساختمان کپلز ، ۱۹۰۹، ال پاسو، تگزاس. خالی در سال 2015. [۲]
- پردیس دانشگاه ایالتی نیومکزیکو ، ۱۹۰۹، لاس کروسس، نیومکزیکو
- ساختمان Abdou ، ۱۹۱۰، در خیابان مسا شمالی ۱۱۵ در خیابان تگزاس در ال پاسو، تگزاس

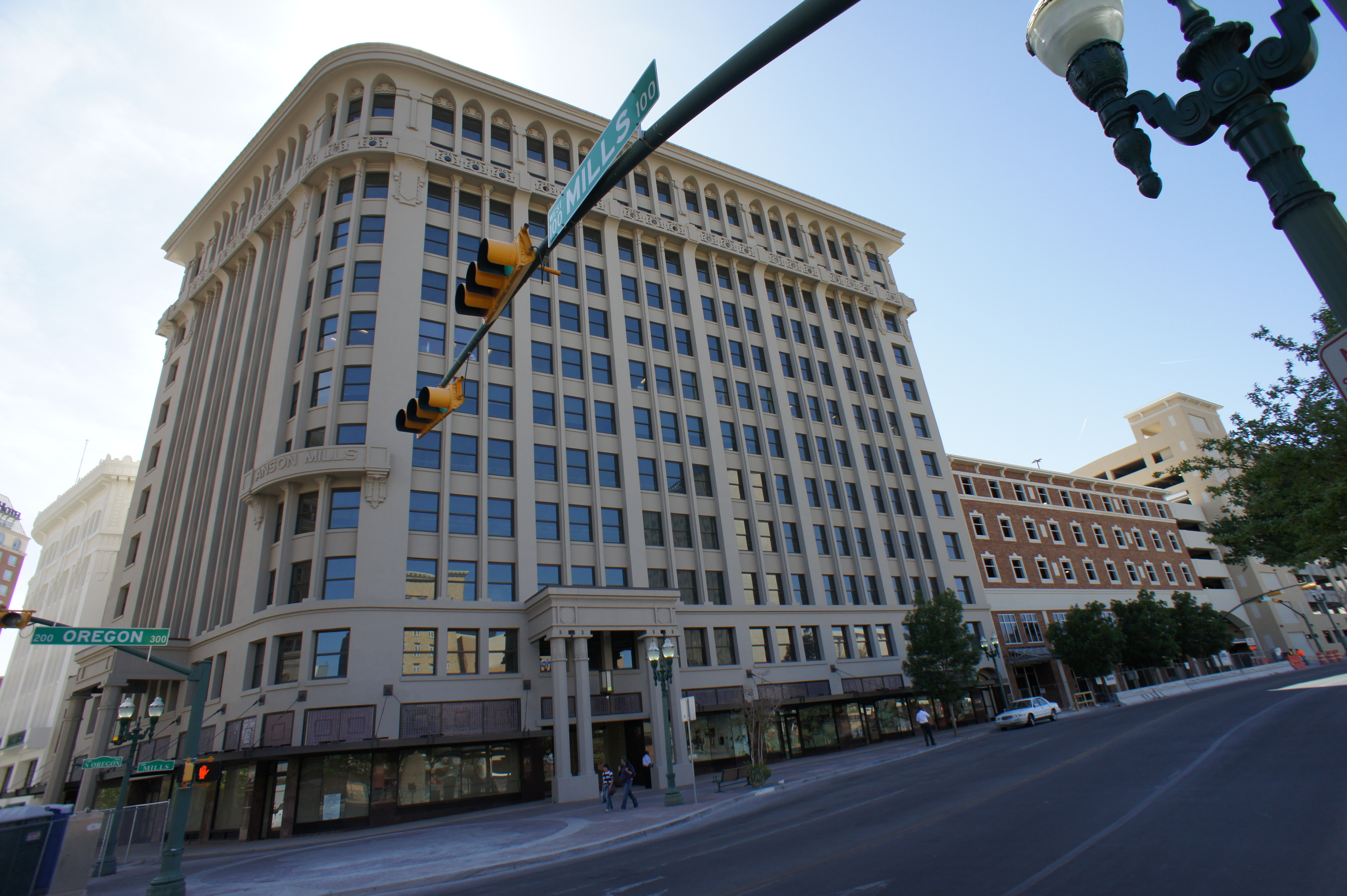
ساختمان آنسون میلز در ال پاسو، تگزاس ۲۰۱۱

- تالار و سالن شهر سن آنجلو ، ۱۹۲۹، سن آنجلو، تگزاس
- هتل گادزدن ، ۱۹۲۹، داگلاس، آریزونا
- برج لورز ، ۱۹۲۹، فینیکس، آریزونا؛ هنری سی تراست
- هتل Paisano ، ۱۹۳۰، مارفا، تگزاس - ساخته شده توسط چارلز باست: زنجیره هتل‌های Gateway
- پلازا هتل - پلازا موتور هتل، هتل نیو شلدون، هتل هیلتون در میان نام های دیگر، ۱۹۲۹، ال پاسو، تگزاس. هنری سی تراست
- برج OT Bassett ، ۱۹۳۰، ال پاسو، تگزاس؛ هنری سی تراست
- هتل Driskill ، برج اضافه شده در سال ۱۹۳۰، آستین، تگزاس. هنری سی تراست
- دانشگاه تگزاس در ال پاسو - وورل هال، ۱۹۳۵–۱۹۳۷، ال پاسو، تگزاس. گوستاووس تروست
- دانشگاه تگزاس در ال پاسو - بندیکت، ۱۹۳۵–۱۹۳۷، ال پاسو، تگزاس. گوستاووس تروست
- تعمیرات باشگاه کانتری ال پاسو (پیشنهاد ۱۹۲۰-۱۹۲۲)، ۱۹۳۶، ال پاسو، تگزاس؛ گوستاووس تروست
- دانشگاه تگزاس در ال پاسو - هالیدی هال، ۱۹۳۳، ال پاسو، تگزاس. گوستاووس تروست

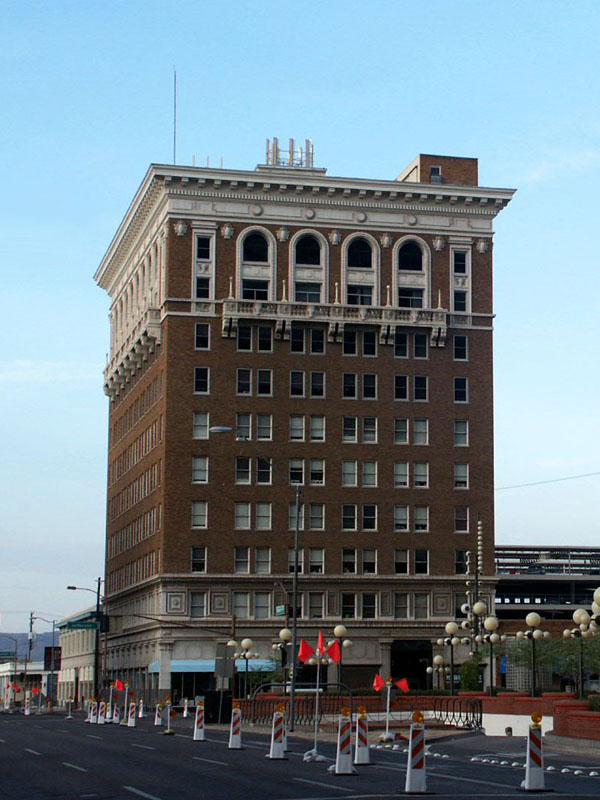
ساختمان Luhrs در مرکز شهر فینیکس

- ساختمان Luhrs ، ۱۹۲۴، فینیکس، آریزونا. هنری سی تراست
- ساختمان Sunshine 1924 در مرکز شهر آلبوکرک، نیومکزیکو
- کالج اجتماعی ال پاسو ، ۱۹۲۵، ال پاسو، تگزاس؛ هنری سی تراست
- Hassayampa Inn ، ۱۹۲۷، پرسکات، آریزونا. تراست و تراست

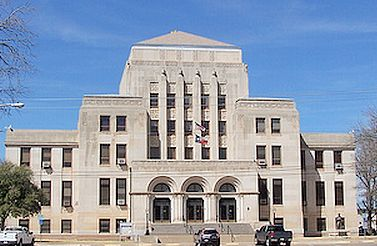
تالار شهر سن آنجلو

- هتل گاج ، ۱۹۲۷، ماراتون، تگزاس
- هتل هالند ، ۱۹۲۸، آلپاین، تگزاس

## مراجع و یادداشت ها
1. ↑  "Manning House: Then and now".
2. ↑  "Caples Building 2015".

- Edgell, GH، معماری آمریکایی امروز پسران چارلز اسکریبنر، نیویورک. ۱۹۲۹
- راهنمای معماری ققنوس ، بخش مرکزی موسسه معماران آمریکا. ۱۹۸۳
- اطلاعات جمع آوری شده توسط لوید سی و جون اف انگلبرشت تحت کمک مالی بنیاد ملی علوم انسانی برای کتابخانه عمومی ال پاسو، ۱۹۹۰.
- The Spirit of HH Richardson of the Midwest Prairies, ed. توسط لارسون و براون، موزه هنر دانشگاه، دانشگاه مینه سوتا، انتشارات دانشگاه استار آیووا، ایمز، IA، ۱۹۸۸
- تاریخچه عکاسی دانشگاه آریزونا ۱۸۸۵-۱۹۸۵ فیلیس بال. چاپ خصوصی ۱۹۸۶

## لینک های خارجی
- سازمان تاریخی هنری سی تروست
- مقاله EPCC Borderlands: "میراث معماری هنری تروست زنده است"
- Flickr.com: تصاویری از آثار تروست و تروست
- فهرست نقشه های معماری تراست و تروست ۱۹۱۶-۱۹۳۱